# Verdes Verdes
Los Verdes Verdes, en italiano Verdi Verdi, son un pequeño partido político italiano que basa su política en los temas de ambientalismo liberal y federalismo solidario y municipal.
Se oponen a las posiciones de izquierda radical de la Federación de los Verdes. Sostienen en cambio, que los valores ambientalistas deben comulgar con el catolicismo y con la tradición liberal, republicana y de derechos civiles. El partido es dirigido por Maurizio Lupi, que había permanecido antes en la Democracia Cristiana y en la propia Federación de los Verdes, a los que abandona tras denunciar una radicalización del movimiento ecologista.
Los Verdes se presentaron a las elecciones por vez primera en 1992, en los años sucesivos, con la introducción en 1993 del sistema mayoritario, el partido se presentó en diversas consultas populares autónomamente, sin participar en ninguna gran coalición. Para las elecciones de 1996 parte del movimiento, dirigido por Silvano Vinceti, se integró en Forza Italia, formando la corriente Verdes Liberaldemocráticos.
Para las elecciones de 2006, el partido se unió a la Casa de las Libertades, coalición de centro-derecha comandada por Silvio Berlusconi. 